# Ferdinand Dieterich
Ferdinand Dieterich (* 8. November 1928 in Blankenburg (Harz); † 23. Juli 2006 in Leipzig) war ein deutscher Hochschullehrer, Chirurg und Urologe.

## Werdegang
Dieterich wurde als Sohn eines Tischlers in Blankenburg geboren. Nach der Grundschule ging er 1938 auf das Gymnasium, wo er 1946 das Abitur machte. Anschließend absolvierte er am Universitätsklinikum Halle (Saale) ein einjähriges Pflegepraktikum, um unmittelbar danach in Halle Humanmedizin zu studieren. 1954 beendete er das Studium mit seiner Dissertation „Hemmen wiederholte Persiston N Infusionen die Antikörperbildung nach Typhusimmunisierung?“. Die Ausbildung zum Chirurgen absolvierte Dieterich in Bad Salzungen sowie in Erfurt an der Medizinischen Akademie. In Erfurt widmete er sich zunehmend dem Fachgebiet der Urologie. 1960 wurde er Facharzt für Urologie und 1964 Facharzt für Chirurgie. 1970 wurde er über das Thema „Anwendung der Kältechirurgie in der Urologie“ habilitiert und 1972 zum ordentlichen Hochschuldozenten an der Medizinischen Akademie Erfurt berufen. Zwei Jahre später folgte Dieterich einem Ruf an die Universität Leipzig, wo er den Lehrstuhl für Urologie erhielt. 1975 gründete er die Leipziger Urologische Universitätsklinik. 1996 wurde Dieterich emeritiert. Sein Nachfolger wurde sein ehemaliger Schüler Wolfgang Dorschner.

## Werk
Die Arbeitsschwerpunkte von Dieterich lagen auf dem Gebiet der Kryochirurgie und der operativen Therapie von hormonell bedingten Erkrankungen, wie beispielsweise verweiblichende Plastiken des Intersexuellen Genitales. Er ist Autor beziehungsweise Co-Autor von über 450 Publikationen.